# Amman Theater Inscription
Als Amman Theater Inscription wird eine Inschrift in ammonitischer Sprache bezeichnet, die sich auf einem Basaltfragment befindet, welches im Archäologischen Museum von Amman aufbewahrt wird.
Das Fragment wurde 1961 bei Grabungen im Römischen Theater von Amman gefunden. Es hat etwa dreieckige Form und misst an seiner breitesten Stelle ca. 27 cm. Es finden sich Reste von Buchstaben auf zwei Zeilen. Paläographisch interessant sind die nach oben geöffneten Buchstaben Beth und Ajin. Aufgrund dieser Formen legt sich eine Datierung in das erste Quartal des 6. Jahrhunderts v. Chr. nahe. In Zeile eins findet sich weiterhin ein Worttrenner.
Aufgrund des fragmentarischen Erhaltungszustandes sind konkrete Aussagen über Inhalt und Zweck der Inschrift kaum möglich. Zu Beginn sind die Buchstaben בעל erhalten. Möglicherweise handelt es sich dabei um das theophore Namenselement des Herrschers, der die Inschrift in Auftrag gab. Das zweite Wort lässt sich möglicherweise als 1. Person Singular Imperfekt von bauen lesen. In der zweiten Zeile versuchen einige Forscher [בנעמ[נ (dt. „Ammoniter“) zu ergänzen. Der letzte erhaltene Buchstabe ist möglicherweise jedoch eher ein ש als ein מ, so dass zahlreiche weitere Lesungen möglich sind.